# Mengong
Mengong est une commune du Cameroun située dans la région du Sud et le département de la Mvila.

## Population
Lors du recensement de 2005, la commune comptait 17 222 habitants, dont 1 383 pour Mengong proprement dit.

## Structure administrative de la commune
Outre Mengong proprement dit, la commune comprend les villages suivants :
- Aba Bita
- Abiete
- Adjap-Yevol
- Ando'o
- Ato'oveng
- Atoui
- Ban-Hop
- Doum
- Doungou
- Ebap
- Ebolobola
- Efot
- Ekouk
- Emanemvam
- Endam
- Enyieng
- Essessana
- Esso'o Bengah
- Etondo
- Ke'eke
- Koungoulou
- Loum
- Ma'an Menyine
- Mboabang I
- Mbondo
- Mefiep
- Mekamevom
- Mvangue
- Mvii
- Ndeng
- Ngomessane
- Ngoulessaman
- Nguet-Yembong
- Nkane
- Nko'ovos II
- Nkolbengue
- Nkoléteto
- Nkolowon
- Nnemeyong I
- Nnemeyong II
- Nnemeyong III
- Nyengue
- Ondondo
- Yem